# Coquet (rivier)

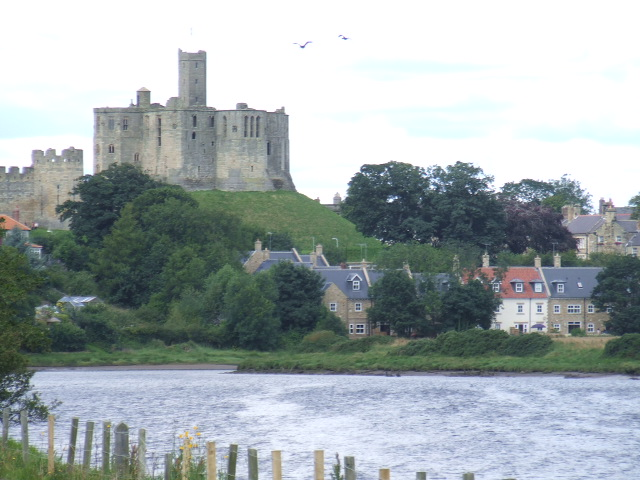
De rivier de Coquet met op de achtergrond Warkworth Castle, vlak voordat de rivier in de Noordzee uitmondt.

De Coquet is een rivier die in het noordoosten van Engeland door het graafschap Northumberland stroomt. De rivier mondt bij Amble uit in de Noordzee. Het Kasteel van Warkworth en het plaatsje Warkworth liggen zo'n anderhalve kilometer voordat de rivier in zee uitmondt, in een lus van de Coquet.
De rivier heeft een lengte van ongeveer 64 kilometer. De oorsprong ligt in de Cheviot Hills. De Coquet volgt een globaal oostelijke, hoewel sterk kronkelende loop richting de Noordzee. Onderweg passeert de Coquet het plaatsje Harbottle, in de buurt waarvan resten uit de steentijd zijn aangetroffen, en Holystone, waarvan is opgetekend dat bisschop Paulinus daar in het jaar 627 een groot aantal Northumbriërs doopte. Verschillende aarden kroonheuvels in dit deel van de vallei en in Cartington, Tosson en Whitton zijn overblijfselen van middeleeuwse grensvestingwerken.  
De kleine marktplaats Rothbury ligt in de schaduw van de ruige Simonside Hills. De rivier loopt hier door een smalle geul die de Thrum wordt genoemd en loopt dan langs de priorij van Brinkburn, waarvan de mooie transitie Normandische kerk werd gerestaureerd en in 1858 weer in gebruik werd genomen. Rondom liggen restanten van de in de 16e eeuw ontruimde kloostergebouwen. De priorij was een Augustijnse abdij uit de tijd van koning Hendrik I.
Op korte afstand daarvan vindt de Coquet zijn riviermonding in de haven van Warkworth (noordelijk van de rivier), met het kleine havenstadje Amble op de zuidelijke oever, en Coquet Island anderhalve kilometer buitengaats in de Noordzee. De rivier wordt bezocht door sportvissers die uit zijn op zalmen en forellen. De Coquet kent geen belangrijke zijrivieren, maar met tussenpozen komen tien kleinere zijriviertjes in de Coquet uit, waaronder Usway Burn en de Alwin.